# Torres (Buenos Aires)
Torres es una localidad argentina ubicada en el partido de Luján, en la provincia de Buenos Aires.

## Historia
El 24 de mayo de 1889 el Ferrocarril Central de Buenos Aires inauguró el tramo entre empalme Lacroze km 60 y Giles, pasando por Torres. Esto dio inicio a la formación del Pueblo, el origen de sus tierras fue la compra y su división realizadas en los años 1835, 1851, 1859 y 1889 por Melchor Torres y Juan Torres.
La estación de ferrocarril, que en un principio era solo un apeadero, tuvo en 1892 la llegada de la primera formación propulsada por una locomotora a vapor. Hasta entonces los vagones eran tirados por caballos percherones. La estación actual recién fue inaugurada en 1910, aunque el ferrocarril funcionó desde 1889.
Es un pueblo chico, de casas bajas y esquinas antiguas; cuenta con una parroquia, unas dos cuadras con varios comercios, un gran predio verde frente a la estación con juegos para chicos, y restaurantes de campo frente a ella.

## Toponimia
Debe su nombre al médico Melchor Torres (1840-1916) quién prestó servicios en las epidemias de fiebre amarilla y cólera en Buenos Aires. Su familia era dueña de gran parte del territorio; fue su hijo Juan quién donó la superficie para la estación de tren, con la condición de que lleve el nombre de su padre.

## Población
Cuenta con 2664 habitantes (Indec, 2010), lo que representa un incremento del 54 % frente a los 1727 habitantes (Indec, 2001) del censo anterior.
| Gráfica de evolución demográfica de Torres entre 1960 y 2010 |
|                                                              |
| Fuentes: INDEC                                               |

## Colonia Montes de Oca
Tiene 270 ha, situada muy cerca de la localidad, sobre la RP 192.
La Colonia Montes de Oca para enfermos mentales nació en 1915, cuyo nombre original era Asilo Regional Mixto para Retardados. Fue fundada por el profesor Domingo Cabred para ubicar a los pacientes oligofrénicos en un ámbito natural y hermoso donde pudieran realizar algunas tareas muy sencillas y así resocializarse. La Colonia Montes de Oca era para la internación de pacientes de ambos sexos y con otras características, ya que en este caso se trataba de oligofrénicos, los que además de deficiencia mental, por lo general padecen de defectos físicos.
La Asilo estaba conformada por 234 hectáreas y rodeada de vías de comunicación. También contaba con numerosos pabellones separados, los cuales cumplían con todos los materiales necesarios. 
Hasta mediados del siglo anterior, el tratamiento de los enfermos mentales, no se había destacado demasiado ya que, los pacientes seguían siendo sometidos a inhumanos encierros que tenían mucho de cárcel y muy poco de hospital.
En junio de 1985, la misteriosa desaparición de la doctora Cecilia Giubileo ganó la primera plana de los periódicos, y atrajo por primera vez la atención pública hacia las condiciones de abandono y deterioro en que se encontraba la colonia.

## Campo experimental del Instituto Biotech
En esta localidad se realizan pruebas en bovinos sobre fiebre aftosa. Al reinstalarse la Fiebre Aftosa en la Argentina se desarrolla, y se pone en marcha un nuevo laboratorio de Producción de Vacuna Antiaftosa, las exigencias son de un laboratorio de Bioseguridad NBS3A (P3), tarea que inician y en 6 meses de construcción previamente programada logran construir y aprobar por parte del SENASA. Es el primer laboratorio y único hasta ahora que logra este objetivo sin observaciones.

## Filmografía
La casa de Silverio Barneto frente a la "Estación del Ferrocarril Urquiza", con una cancha del tradicional juego de los vascos "pelota a paleta". Esa antigua arquitectura de ladrillo sin revocar fue decorado en la filmación del largometraje "Un tal Funes" basada en la novela de Jorge Luis Borges, en la que se observa parte de su interior.

## Parroquias de la Iglesia católica en Torres
| Arquidiócesis | Mercedes-Luján |
| ------------- | -------------- |
| Parroquia     | San José       |